# Yard glass

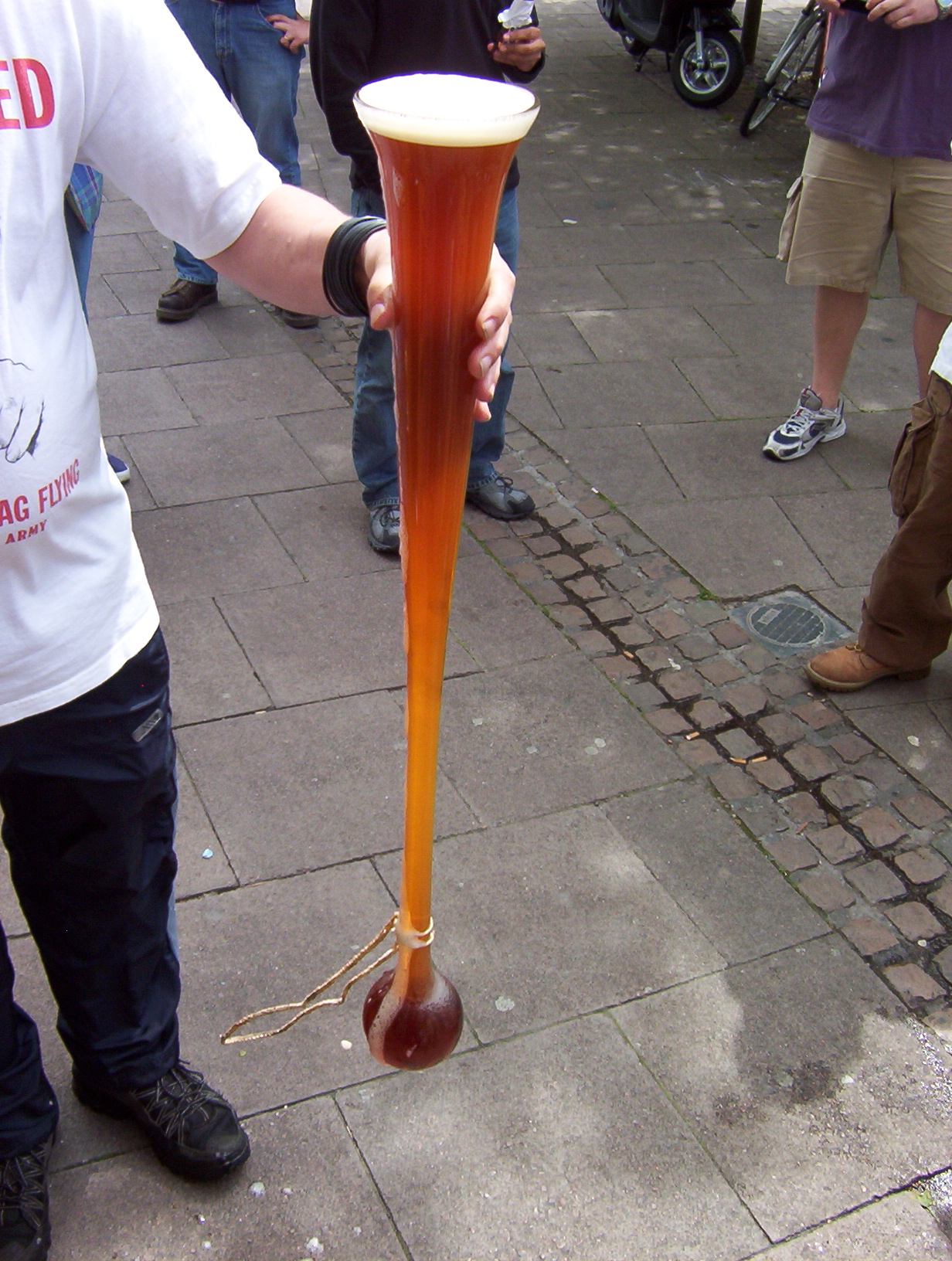
Un yard d'ale

Un yard glass (de l'anglais glass signifiant verre, et yard, une unité de longueur) est un très grand verre à bière utilisé, dans la tradition britannique, pour boire un yard d'ale, un type de bière. Ce verre a habituellement une contenance de 1,4 litre.

## Description
Mesurant environ 1 yard de long (environ 0,9 mètre), il est constitué d'un bulbe à sa base et d'un tube s'évasant vers le haut. Dans les pays où le système métrique est en usage, le verre peut mesurer un mètre. À cause de sa longueur et de son absence de base plane, le verre est suspendu au mur quand il n'est pas utilisé.

## Histoire
Ce type de verre date probablement du XVIIe siècle en Angleterre, où il était connu sous le nom de Long Glass (en français Grand Verre), Cambridge Yard (Glass) ou Ell Glass (en français verre d'une aune). Il est souvent attribué aux conducteurs de diligence, mais il était plus sûrement utilisé pour boire durant les fêtes,,. Un tel verre est autant  l'exemple de l'habileté du souffleur de verre que du buveur. Le chroniqueur et membre de la Fellow of the Royal Society John Evelyn note l'utilisation de ce verre lors d'une réception du roi Jacques II d'Angleterre à Bromley, dans le Kent, en 1683. John Evelyn en 1685 écrit dans son journal que le sheriff et le commandant des troupes du Kent boivent à la santé du roi Jacques II dans « un verre d'un yard de long ».
Les yard glasses peuvent être trouvés sur les murs de pubs anglais et plusieurs pubs sont nommés The Yard of Ale au Royaume-Uni.

## Utilisation
À cause de la forme du verre, il est difficile de s'arrêter de boire une fois que le liquide a commencé à couler.
Boire un yard glass est un jeu à boire traditionnel au Royaume-Uni, en Australie et en Nouvelle-Zélande. Le but est de boire le contenu du verre le plus rapidement possible. Selon le Livre Guinness des records, la personne ayant bu le plus rapidement un yard glass d'ale l'a fait en cinq secondes. L'ancien premier ministre australien Bob Hawke est le précédent détenteur du record.